# Fotbal Club Dacia
Il Fotbal Club Dacia, meglio noto come Dacia Chișinău, è una società calcistica moldava con sede nella capitale Chișinău.
Fondato nel 1999, il club vanta varie partecipazioni alla Divizia Națională, la massima serie del campionato moldavo di calcio, dove esordì nel 2002. Ha vinto un campionato moldavo nel 2010-2011, qualificandosi così ai preliminari di UEFA Champions League, e conta una serie di secondi posti. Ha partecipato anche a cinque edizioni dell'UEFA Europa League, uscendo sempre al primo turno. Il club si è sciolto al termine della stagione 2017. Successivamente il club viene rifondato nel 2018 e riparte dalla Divizia B, terza serie del campionato moldavo di calcio, col nome Dacia Buiucani. Nella stagione 2020-2021 milita in Divizia Națională.

## Storia
Il club della capitale fu fondato nel 1999 e ammesso nella seconda divisione, la Divizia A. Al termine del campionato 2001-2002 di Divizia A, vinto con 15 punti di vantaggio sulla seconda classificata, fu promosso in Divizia Națională. Termina il primo campionato al quarto posto e anche nei successivi si piazza nelle posizioni centrali della classifica riuscendo in qualche occasione a qualificarsi per le coppe europee.
Il primo risultato di rilievo è quello del 2007-2008, quando termina al secondo posto dietro lo Sheriff Tiraspol, dominatore del calcio moldavo del decennio, risultato confermato anche l'anno successivo. Nel 2010-2011 si laureò per la prima volta nella sua storia campione di Moldavia, vincendo anche la Supercoppa di Moldavia. Al termine della stagione 2017 la squadra ha rinunciato alla successiva stagione di Divizia Națională per motivi finanziari e si è sciolta.

## Rose delle stagioni precedenti
- 2011-2012

## Incontri internazionali
L'esordio nelle coppe internazionali si ebbe in occasione della Coppa Intertoto 2003 dove venne sconfitto al terzo turno dai tedeschi dello Schalke 04 dopo aver eliminato il Gøtu Ítróttarfelag e gli albanesi del KF Partizani Tirana.
Ha successivamente giocato il turno preliminare di Coppa UEFA 2005-2006 in virtù del terzo posto conquistato nella stagione precedente. È stato eliminato nel primo turno preliminare dal Vaduz, formazione del Liechtenstein e non andò meglio nelle altre edizioni a cui ha partecipato.
La conquista dello scudetto ha permesso l'ammissione al secondo turno della UEFA Champions League 2011-2012 dove è stato subito eliminato dalla formazione georgiana dello Sapekhburto K'lubi Zest'aponi.

## Strutture

### Stadio
Fino al 2007 il club disputava i suoi incontri nello Stadio Republican, demolito in quell'anno. In seguito condivide con altri team lo Stadionul Dinamo, impianto dotato di 2 692 posti tutti a sedere. Dal 2013 gioca le proprie partite casalinghe allo Stadionul Moldova di Speia, paese da poco meno di 3 000 abitanti distante circa 70 chilometri dalla capitale Chișinău.

## Palmarès

### Competizioni nazionali
- Campionato moldavo: 1

2010-2011
- Supercoppa di Moldavia: 1

2011
- Divizia A: 1

2001-2002

### Altri piazzamenti
- Campionato moldavo:

Secondo posto: 2007-2008, 2008-2009, 2011-2012, 2012-2013, 2014-2015, 2015-2016, 2016-2017
Terzo posto: 2004-2005
- Coppa di Moldavia:

Finalista: 2004-2005, 2008-2009, 2009-2010, 2014-2015
Semifinalista: 2003-2004, 2005-2006, 2010-2011, 2011-2012, 2013-2014, 2015-2016
- Coppa Intertoto UEFA:

Finalista: 2007

## Statistiche e record

### Statistiche nelle competizioni UEFA
Tabella aggiornata alla fine della stagione 2018-2019.
| Competizione                  | Partecipazioni | G  | V | N | P  | RF | RS |
| ----------------------------- | -------------- | -- | - | - | -- | -- | -- |
| UEFA Champions League         | 1              | 2  | 1 | 0 | 1  | 2  | 3  |
| Coppa UEFA/UEFA Europa League | 9              | 26 | 8 | 5 | 13 | 20 | 35 |
| Coppa Intertoto               | 2              | 12 | 5 | 3 | 4  | 15 | 12 |